# Ebaeides palliata
Ebaeides palliata là một loài bọ cánh cứng trong họ Cerambycidae.